# Islam Nusantara
Islam Nusantara (indonesisch; wörtlich: „archipelagischer Islam“) oder das indonesische (islamische) Modell ist ein Modell des Islam, das es nur in der malaiischen Welt gibt.

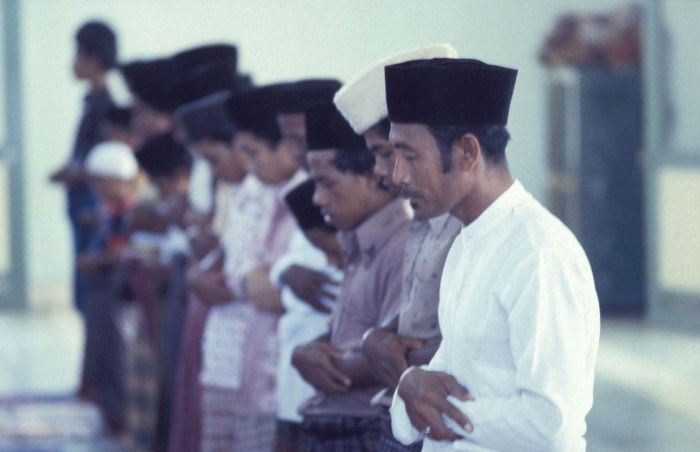
Indonesische Muslime mit Songkok (Peci)-Hüten und Sarongs beim Freitagsgebet

## Geschichte
Seit dem 16. Jahrhundert (und möglicherweise schon früher) wurde das islamische Gedankengut durch den Einfluss der indonesischen Kultur von den lokalen Anhängern kontextualisiert, lokalisiert und popularisiert. Der Begriff wurde erstmals 2015 von der indonesischen islamischen Organisation Nahdlatul Ulama (von arabisch نهضة العلماء, DMG nahḍat al-ʿulamāʾ ‚Wiedererwachen der Gelehrten‘, abgekürzt NU), einer Föderation der islamischen Kleriker, als Alternative zur derzeitigen Interpretation und Darstellung des globalen Islams, der von einer arabischen oder nahöstlichen Perspektive dominiert wird, formell eingeführt.

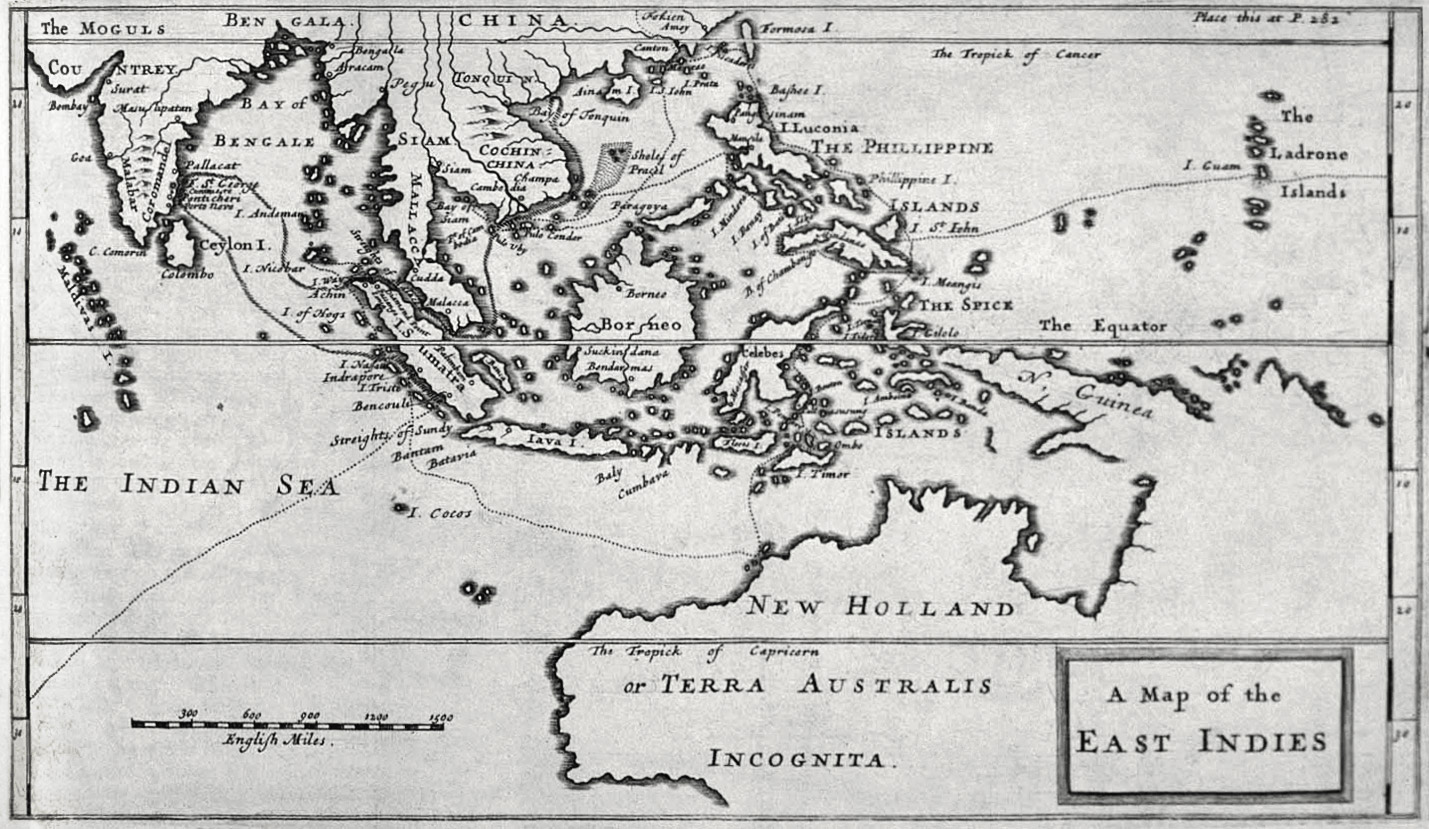
Ostindien-Karte von William Dampier (1697)

Der Islam Nusantara ist definiert als ein indonesisches Islamverständnis, das von der eigenen gewohnheitsmäßigen islamischen Rechtsprechung geprägt ist, dem so genannten indonesischen Fiqh.
Einige Studien der indonesischen islamischen Welt über die Zerstörung des vom Krieg zerrissenen Nahen Ostens, den israelisch-palästinensischen Konflikt, den Arabischen Frühling, den Irak-Krieg und den Syrien-Krieg haben festgestellt, dass einige dieser Konflikte einen religiösen Aspekt haben, insbesondere das Problem des islamischen Extremismus. Indonesien hat auch viele Terroranschläge einer islamistischen Dschihadistengruppe erlitten, beispielsweise die Anschläge der Jemaah Islamiyah auf Bali. Einige indonesische Gruppen glauben, dass die ultrakonservative Doktrin des Salafismus, die vom saudi-arabischen Staat vertreten und gefördert wird, seit Jahrzehnten den globalen Diskurs über den Islam dominiert. Die vorsichtige Stimmung wurde durch das Aufkommen des IS im Jahr 2013 noch verstärkt, der im Namen des Islam abscheuliche Kriegsverbrechen beging.
Im Juni 2015 brachte der indonesische Präsident Joko Widodo öffentlich seine Unterstützung für den Islam Nusantara zum Ausdruck, eine gemäßigte Form des Islams, die seiner Meinung nach mit den kulturellen Werten Indonesiens vereinbar sei.
Im Dezember 2022 wurde das neue Strafgesetzbuch im Parlament beschlossen (das zunächst landesweite Proteste hervorgerufen hatte) und  2025 in Kraft treten wird.

## Verschiedenes
Zu den Unterzeichnern der noch aus Sicht der arabischen oder nahöstlichen Perspektive geprägten Botschaft aus Amman (2004) hatten beispielsweise seinerzeit folgende muslimische Persönlichkeiten aus der Republik Indonesien gehört: H.E. Dr. Alawi bin Shihab (Coordinating Minister for People’s Welfare and Special Envoy of the President), Dr Muhammad Maftuh Basyuni (Minister of Religious Affairs), Dr. Tutty Alawiyah (President, Al-Shafi‘i Islamic University), Amb. Rabhan Abd Al-Wahhab (Ambassador of the Republic of Indonesia to the Hashemite Kingdom of Jordan), Shaykh Al-Hajj Ahmad Hashim Muzadi (Chairman of the Central Board of Nahdlatul Ulama, Indonesia), Shaykh Rozy Munir (Vice-Chairman of the Central Board of Nahdlatul Ulama, Indonesia), Mr. Muhamad Iqbal Sullam (International Conference of Islamic Scholars, Indonesia), Dr. Muhammad Masyuri Naim (Professor, Islamic University) und Prof. Dr. M. Din Syamsuddin (Chairman of Muhammadiyah).
Auf der Unterzeichnerliste von Ein gemeinsames Wort zwischen Uns und Euch (2007) an die „Führer christlicher Kirchen überall“ stand aus Indonesien lediglich H.E. Prof. Dr. Nasaruddin Umar (Rector of the Institute for Advanced Qur’anic Studies; Secretary General of the Nahdhatul Ulama Consultative Council; Lecturer at the State Islamic University Syarif Hidayatullah, Jakarta).
Zu den Unterzeichnern des Offenen Briefes an al-Baghdadi (2014) gehörten aus Indonesien schließlich die Persönlichkeiten Al-Habib Muhammad Luthfi bin Ali bin Yahya (Islamischer Prediger) und S. Em. Prof. M. Din Syamsuddin (Präsident der Muhammadiyah und Vorsitzender des Indonesischen Ulema-Rates).